# French Open 1956 (Badminton)
Die French Open 1956 im Badminton fanden vom 6. bis zum 8. April 1956 in Paris statt. Es war die 28. Auflage des Championats.

## Finalresultate
| Disziplin    | Sieger                               | Finalist                   | Ergebnis    |
| ------------ | ------------------------------------ | -------------------------- | ----------- |
| Herreneinzel | Gordon Rowlands                      | A. C. Bahrée               | 15-3, 15-5  |
| Dameneinzel  | Maggie McIntosh                      | J. F. Cryer                | 11-5, 11-8  |
| Herrendoppel | A. C. Bahrée C. L. Yap               | P. B. Braysay A. J. Malone | 18-17, 15-4 |
| Damendoppel  | Marjory B. Forrester Maggie McIntosh | Betty Grace J. F. Cryer    | 15-7, 15-2  |
| Mixed        | A. J. Malone Marjory B. Forrester    | A. C. Bahrée A. Durst      | 18-16, 15-5 |